# Мысовское (сельское поселение, Удмуртия)
Мысовское — упразднённое муниципальное образование со статусом сельского поселения в Кезском районе Удмуртии Российской Федерации.
Административный центр — деревня Мысы.
Законом Удмуртской Республики от 26 апреля 2021 года № 29-РЗ к 9 мая 2021 года упразднено в связи с преобразованием муниципального района в муниципальный округ.

## История
Статус и границы сельского поселения установлены Законом Удмуртской Республики от 19 ноября 2004 года № 66-РЗ «Об установлении границ муниципальных образований и наделении соответствующим статусом муниципальных образований на территории Кезского района Удмуртской Республики».

## Население
| 2010 | 2012 | 2013 | 2014 | 2015 | 2016 | 2017 |
| ---- | ---- | ---- | ---- | ---- | ---- | ---- |
| 362  | ↘348 | ↘328 | ↘306 | ↘298 | ↘279 | ↘266 |
| 2018 | 2019 | 2020 |      |      |      |      |
| ↘248 | ↘239 | ↘225 |      |      |      |      |

## Состав сельского поселения
| №  | Населённый пункт | Тип населённого пункта          | Население |
| -- | ---------------- | ------------------------------- | --------- |
| 1  | Абраменки        | деревня                         | ↘25       |
| 2  | Андреевский      | починок                         | →0        |
| 3  | Калеман          | деревня                         | →7        |
| 4  | Косогор          | деревня                         | ↗1        |
| 5  | Крутой Лог       | деревня                         | ↘19       |
| 6  | Левиногарь       | деревня                         | →85       |
| 7  | Левятский        | починок                         | ↘12       |
| 8  | Майоры           | деревня                         | ↗1        |
| 9  | Митенки          | деревня                         | →4        |
| 10 | Мысы             | деревня, административный центр | ↘177      |
| 11 | Осеньчуги        | деревня                         | ↘17       |
| 12 | Самки            | деревня                         | →0        |